# Jodipura, Hiriyur
Jodipura là một làng thuộc tehsil Hiriyur, huyện Chitradurga, bang Karnataka, Ấn Độ.